# سیمناس
سیمناس (به لاتین: Simnas) در لیتوانی با جمعیت ۱٬۹۶۰ نفر است که در شهرستان آلیتوس واقع شده‌است.